# アン・マリア・ラウジー・デマルス
アン・マリア・ラウジー・デマルス（Ann Maria Rousey DeMars、女性、1958年8月15日 - ）は、アメリカ合衆国の柔道家。イリノイ州出身。柔道六段。階級は56kg級。

## 人物
柔道は12歳の時にYMCAで始めた。セントルイス・ワシントン大学に入学後は早稲田大学に交換留学を果たして、そこで大沢慶己の指導を受けた。その後MBAを取得するために一時期柔道から離れていたが、1983年のパンアメリカン競技大会ではベネズエラのナターサ・エルナンデスを破って優勝した。1984年には世界選手権でも優勝を果たして、男女を通してアメリカの選手として初めて世界大会での金メダルを獲得した。その後、2001年頃にはインディアン居留地の生活改善及び向上を目的とした会社を始めた。2006年にはアメリカ柔道連盟の副会長となった。
娘のロンダ・ラウジーは、2004年に世界ジュニア63kg級で優勝すると、2007年の世界選手権70kg級では2位となり、翌年の北京オリンピックでは銅メダルを獲得した。その後、総合格闘技に転向して、Strikeforce、UFCのバンタム級チャンピオンとなった。

## 主な戦績
- 1981年 - イギリス国際　3位
- 1983年 - パンアメリカン競技大会　優勝
- 1983年 - イギリス国際　3位
- 1984年 - オーストリア国際　優勝
- 1984年 - 世界選手権　優勝